# Tidaholms församling
Tidaholms församling är en församling i Falköpings och Hökensås kontrakt i Skara stift. Församlingen ligger i Tidaholms kommun i Västra Götalands län och ingår i Tidaholms pastorat.

## Administrativ historik
Församlingen bildades 1900 genom en utbrytning ur Agnetorps församling.
Församlingen var till 1 maj 1921 annexförsamling i pastoratet Acklinga, Agnetorp, Baltak och Tidaholm för att därefter till 1992 vara moderförsamling i pastoratet Tidaholm, Acklinga, Agnetorp och Baltak. 1992 införlivades Agnetorps församling och 2010 Baltaks församling. Pastoratet bestod från 1998 av församlingarna Tidaholm, Baltak, Daretorp, Velinga, Härja, Fröjered, Valstad, Acklinga, Varv, Kungslena, Hömb och Dimbo-Ottravad och till 2006 av Kymbo, Vättak, Suntak, Hångsdala och Östra Gerum. Från 2010 består pastoratet av församlingarna Tidaholm, Hökensås, Fröjered, Valstad och Varv.

## Organister
| Ämbetstid | Namn                      | Levnadstid | Övrigt    |
| --------- | ------------------------- | ---------- | --------- |
| 1960–1964 | Thor Erik Kristian Hammar | 1913–      | Organist. |

## Kyrkor
- Tidaholms kyrka
- Baltaks kyrka